# Godsend - Il male è rinato
Godsend - Il male è rinato (Godsend) è un film del 2004 diretto da Nick Hamm, con Greg Kinnear, Rebecca Romijn e Robert De Niro.
Distribuito in Italia dalla Eagle Pictures a partire dal 10 settembre 2004.

## Trama
I coniugi Jessie e Paul Duncan si trovano ad affrontare le perdita del loro amato figlio Adam, morto tragicamente a otto anni in un incidente. Al termine del funerale i Duncan vengono avvicinati dal Dr. Richard Wells, esperto di genetica al The Godsend Institution, Wells offre a loro la possibilità di clonare loro figlio, prelevando delle cellule dal suo cadavere. Jessie e Paul si dimostrano indignati di fronte a tale proposta, ma in seguito cambiano idea a causa dell'impossibilità di Jessie di mettere al mondo altri figli.
Alla fine nasce un "nuovo" Adam, che riporta la felicità in casa Duncan. Passano otto anni e il giorno del suo ottavo compleanno Adam II comincia ad avere degli incubi (che diventeranno presto delle visioni) nei quali vede una scuola bruciare e una donna venire uccisa con un martello. L'unica cosa che gli appare chiara è un nome: Zachary.
Indagando, Paul scoprirà la verità: Zachary era il figlio del dottor Wells, un bambino disabile tormentato dai compagni al punto che diede fuoco alla scuola che frequentava e quando sua madre provò a fermarlo venne uccisa dal figlio con un martello. Non era mai stato nelle intenzioni di Wells aiutare i Duncan a riavere il loro figlio; in realtà, lo scienziato privo di scrupoli mirava a riportare in vita Zachary attraverso la clonazione ma, poiché il suo corpo era rovinato dall'incendio, non vi era abbastanza DNA per farlo. Wells ha usato il DNA di Adam per compensare le parti mancanti, con il risultato che il bambino nato dalla clonazione contiene in sé le personalità di Adam e Zachary. E quest'ultima sta prendendo il controllo.
Paul riesce a fermare Adam (o meglio Zachary) prima che uccida Jessie come accadde alla madre di Zachary. Ma forse, non riuscirà a impedire al figlio di Wells di rinascere.